# Neus Bonet i Bagant

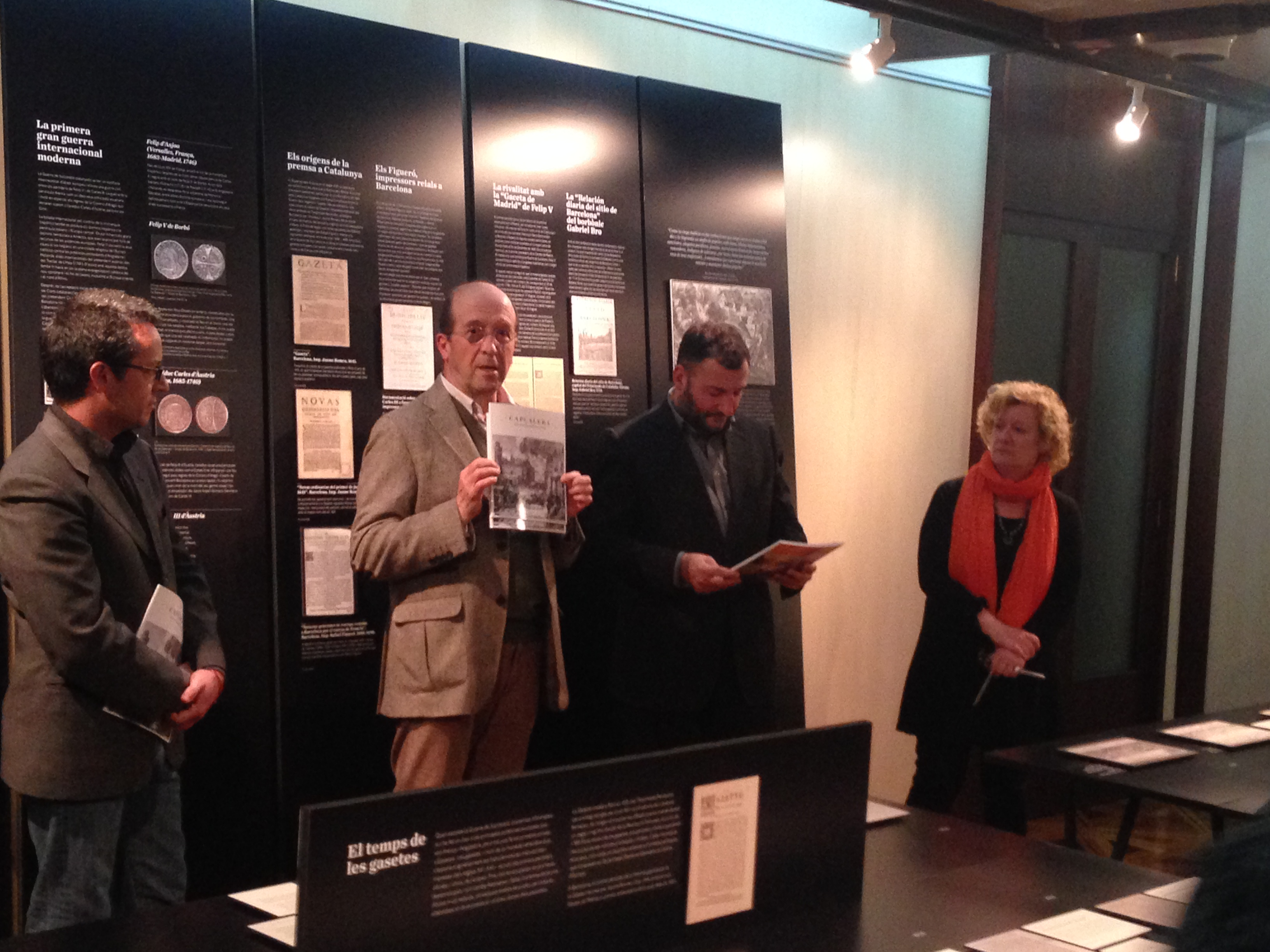
Neus Bonet, a la dreta, a la inauguració de l'exposició 1714. Notícies i propaganda, el 24 de març de 2014

Neus Bonet i Bagant (Barcelona, 30 de desembre de 1959) és una periodista catalana, professora universitària a la UPF i la URL i exdegana del Col·legi de Periodistes de Catalunya. El 2024 fou nomenada presidenta de Ràdio Associació de Catalunya.

## Trajectòria professional
Nascuda a Barcelona, la seva família es va establir a Reus quan ella tenia quatre anys. Començà la seva trajectòria periodística a Ràdio Salou (Cadena SER –director, Josep Maria Martí i Martí), Ràdio Reus (Cadena SER –director, Josep Maria Martí i Martí), Ràdio Popular de Reus (COPE –director, Alfonso González i director d'informatius, Carles Francino i Murgades), Diari de Tarragona (director, Antoni Coll i Gilabert) i Cadena 13 Barcelona, on va dirigir i presentar el programa La 13 en forma de 6 a 9 del matí. Tingué un paper destacat en l'inici de Catalunya Informació, el 1992. Entre el 1988 i el 1999 treballà a Catalunya Ràdio, on fou editora i presentadora del Catalunya matí, emès de 6 a 9 del matí; sotseditora de l'informatiu Catalunya vespre, de 19 a 21 h, presentat per Ramon Pellicer, i presentadora del magazín de tarda L'aparador, de 16 a 18 h, durant cinc temporades. També presentà el programa Mites del segle xx.
Del 1999 al 2005 formà part del projecte radiofònic Ona Catalana, en el disseny i la creació dels serveis informatius i els programes. Durant quatre anys fou directora de continguts, una feina que durant dos anys compaginà amb la de presentadora i directora del magazín matinal Accents, que s'emetia de 6 a 12 h del matí.
Directora de programes de Catalunya Ràdio entre 2005 i 2008, des d'aquest càrrec va impulsar programes com Generació digital, L'ofici de viure o Eduqueu les criatures. La temporada 2008-2009 va dirigir i presentar el programa El matí de Catalunya Ràdio, de 6 a 11 h. Des de la temporada 2013-2014 i fins a la temporada 2024-2025 ha sigut editora i presentadora de l'informatiu Catalunya migdia de Catalunya Ràdio. El setembre de 2024 va assumir l'edició dels caps de setmana del mateix informatiu.
Al llarg de la seva trajectòria també ha col·laborat publicant articles al Diari de Tarragona.

## Degana del Col·legi de Periodistes
Del 18 de març de 2014 al desembre de 2019 va ser degana del Col·legi de Periodistes de Catalunya en substitució de Josep Maria Martí i Martí, que va estar quatre anys al càrrec. Novena degana en els 27 anys d'història del Col·legi, és la segona dona a exercir el càrrec després de Montserrat Minobis. Es va presentar a les eleccions amb la candidatura Més periodisme i es proclamà degana automàticament perquè no s'hi presentà ningú més. Es tractava d'una candidatura continuista, ja que Bonet era vicedegana en l'anterior junta. Bonet va fixar com a prioritat de la seva junta dignificar la professió des del punt de vista laboral i professional.
La candidatura de Bonet estava formada per Marc Vidal, Teresa Turiera, Jordi Navarro, Núria de José, Ramon Besa, Jordi Basté, Sílvia Cobo, Carles Prats, Ismael Nafria, Mònica López, Alícia Oliver, Gemma Torrents, Francesc Canosa i Laia Forés. Per demarcacions, Sara Sans presidiria la de Tarragona, Joan Ventura la de Girona, Sílvia Tejedor la de les Terres de l'Ebre, Rafael Gimena la de Lleida i Gonçal Mazcuñán la de la Catalunya Central.

## Premis i reconeixements
Ha obtingut dos premis a la igualtat d'oportunitats concedits per l'Institut Català de les Dones, el Premi de Benestar Social de l'Ajuntament de Barcelona i el Premi al millor professional de Ràdio Associació de Catalunya. L'any 2020, l'Associació de Dones Periodistes de Catalunya li va atorgar el Premi Margarita Rivière que reconeix la feina d'excel·lència periodística d'un/a periodista que hagi destacat pel seu rigor, independència i visió de gènere. El novembre de 2024, el Col·legi de Periodistes de Catalunya va atorgar-li el Premi Ofici de Periodista en reconeixement de la seva significativa trajectòria professional.
Neus Bonet es jubilà el novembre de 2024, després de 44 anys de trajectòria professional.